# Diocèse de Volterra
Le diocèse de Volterra (en latin : Diœcesis Volterrana ; en italien : Diocesi di Volterra) est un diocèse de l'Église catholique en Italie, suffragant de l'archidiocèse de Pise et appartenant à la région ecclésiastique de Toscane.

## Territoire
Il est situé sur 5 provinces de la Toscane. La plus grande partie est dans la province de Pise, les autres fractions de la province étant dans l'archidiocèse de Pise et le diocèse de San Miniato. Les communes de Montieri et les fraziones de Massa Marittima et Monterotondo Marittimo dans la province de Grosseto, l'autre fraction de la province étant gérée par les diocèses de Grosseto, de Pitigliano-Sovana-Orbetello et Massa Marittima-Piombino. Il possède la commune de Radicondoli et les fraziones de Casole d'Elsa et de San Gimignano dans la province de Sienne, l'autre partie de la province est dans les diocèses de Fiesole, d'Arezzo-Cortone-Sansepolcro, et de Montepulciano-Chiusi-Pienza. La commune de Bibbona et une frazione de Cecina dans la province de Livourne, l'autre partie de la province est dans le diocèse de Massa Marittima-Piombino. Il gère la commune de Montaione et une frazione de Castelfiorentino de la ville métropolitaine de Florence ; l'autre fraction de cette ville métropolitaine est partagée par l'archidiocèse de Florence et les diocèses de San Miniato, de Fiesole et de Faenza-Modigliana. Son territoire est d'une superficie de 1 743 km2 divisé en 88 paroisses regroupées en 6 archidiaconés. L'évêché est à Volterra avec la cathédrale de l'Assomption.

## Histoire
La tradition catholique attribue l’évangélisation de Volterra à saint Romulus envoyé par saint Pierre et au pape Lin, originaire de Volterra et deuxième pape. La première preuve du diocèse de Volterra remonte au IIe siècle/IIIe siècle, avec la découverte de pierres tombales paléochrétiennes visibles au musée Guarnacci, provenant des catacombes de la Balze. Un document important remonte à la seconde moitié du Ve siècle : la lettre du pape Gélase Ier (492) dans laquelle le pontife reprend l'évêque de Volterra. Dans cette lettre, il ressort que l'église de Volterra est bien constituée. Les premiers évêques mentionnés sont Eumanzio et Opilione, prédécesseurs immédiats d'Eucaristio, peut-être diacre de Volterra, qui intrigue pour occuper le trône de l'évêque, mais accusés de simonie et d'autres crimes et donc été condamnés par le pape Gélase. La même correspondance mentionne l'évêque Elpidio, successeur d'Eucaristio, présent au concile de 502 organisé par Symmaque.
À partir du début du Moyen Âge, les saints Just et Clément (it), Octavien, sont vénérés à Volterra ; des traditions ultérieures les transforment en Africains qui fuient l'Afrique à la suite de la persécution des Vandales. À partir du XIVe siècle, Just est vénéré comme évêque de Volterra. Au culte de ces saints, on ajoute celui des martyrs Attinia et Greciniana, dont les reliques sont découvertes en 1140 dans l'église de San Clemente di Volterra. Jusqu'au IXe siècle, peu d'évêques peuvent historiquement être attribués au siège de Volterra : Gaudenzio, mentionné dans la correspondance du pape Pélage Ier (556-561) ; Geminiano, qui prend part au concile de Latran de 649, et Marciano, présent au concile de Rome de 680 appelé par le pape Agathon dans lequel le monothélisme est condamnée ; Gaudenziano, dont il reste un témoignage épigraphique datant de l’époque du roi lombard Cunipert (688-700) ; et Tommaso, dont le nom figure dans une bulle du pape Étienne II de 752. À partir de l'ère franque (774), en l'absence d'une véritable organisation du pouvoir civil, les évêques assument un rôle de plus en plus important dans la vie citadine, grâce également aux nombreux privilèges qui leur sont accordés par les empereurs et toujours conservés dans les archives historiques diocésaines. Le plus ancien est le privilège accordé par Louis le Pieux à Mgr Grippo en octobre 821.
Avec l'évêque Guido (1042-1061), le pouvoir civil des évêques est renforcé sur la ville de Volterra ; c'est ainsi que naît la création de la seigneurie épiscopale, en particulier au XIIe siècle. Ruggero Gisalbertini (1103-1132) fait reconstruire la cathédrale consacrée par le pape Calixte II en 1120 ; il introduit les camaldules dans l'abbaye des Saints Giusto et Clemente (it), fondée en 1034 par Mgr Gunfredo, nommé archevêque de Pise, il conserve la charge d'évêque de Volterra jusqu'à sa mort ; Galgano (1150-1168) dont l'épiscopat atteint l'apogée du pouvoir temporel des évêques de Volterra, et qui est tué pour son opposition aux premières tentatives d'autonomie municipale ; Ugo Saladini (1171-1184), vénéré comme saint, défenseur tenace des droits de l'Église, fonde un collège pour les clercs. Pendant cette période l'évêque obtient de l'empereur les titres de prince du saint Empire et comte palatin de Toscane ainsi que le privilège de « battre monnaie », de reconnaître les consuls et les podestats, et de nommer les juges et notaires. Le pouvoir temporel des évêques entre en crise au début du XIIIe siècle, lors des épiscopats d'Ildebrando (1185-1211) et de Pagano (1212-1239), tous deux de la famille Pannocchieschi, luttent vainement contre la municipalité pour préserver leurs privilèges et leurs pouvoirs sur la ville. L'évêque Pagano dell'Ardenghesca (1213), tente de s'approprier le pouvoir temporel sur la ville et le conflit perdure avec ses successeurs, particulièrement avec Raineri Belforti (1301).
La première fondation monastique sur le territoire du diocèse remonte au XIe siècle, avec le monastère bénédictin de Saints Giusto et Clemente, fondé en 1034 et transmis plus tard aux camaduldes. En 1201, les cisterciens et les olivetains arrivent dans le diocèse en 1339 ; les franciscains sont attestés à partir de 1238, les clarisses à partir de 1244 et les augustins à partir de 1279. Les comptes rendus d'un synode célébré par Mgr Filippo Belforti en 1356 nous apprennent qu'au moment de la division du diocèse en 6 vicariats diocésains, à savoir la ville de Volterra, la Val d'Elsa, la Val d'Era, les vallées de Cecina et de Marina, le Val di Strove et le sixième de la montagne, pour un total de 480 églises, 51 pièves et 29 monastères.
Ce territoire diocésain reste pratiquement inchangé jusqu'à la fin du XVIe siècle. En effet, en 1592, Volterra cède une partie de son territoire au profit de l'érection du diocèse de Colle di Val d'Elsa. En outre, à partir de 1462, l’église paroissiale de San Gimignano est exemptée de la juridiction des évêques de Volterra. Les conflits répétés entre les évêques et les prévôts de San Gimignano sont résolus par le pape Pie VI qui, par la bulle Dum nos singuli du 18 septembre 1782, décide de séparer le prévôt de San Gimignano, avec ses pièves et ses paroisses, du diocèse de Volterra. Les premières tentatives pour fonder le séminaire sont mises en œuvre par l'évêque Guido Serguidi (1574-1598) puis organisées avec plus de succès par l'évêque Niccolò Sacchetti en 1640. Au XVIIIe siècle, Giuseppe Dumesnil, détesté par la population et souffrant de maladie mentale, est enfermé au château Saint-Ange jusqu'à sa mort, tandis que le siège épiscopal est confié à des administrateurs apostoliques.
Le 22 août 1855, sous la bulle Vel ab antiquis du pape Pie IX, le diocèse, qui était jusqu'alors immédiatement soumis au Saint-Siège, devirnt suffragant de l'archidiocèse de Pise. Pour compenser la perte d'autonomie ecclésiastique, le pape Pie IX accorde aux évêques de Volterra le privilège de porter le pallium par la bulle Ubi primum placuit du 1er août 1856. Le 27 juillet 1954, le diocèse cède une portion de son territoire comprenant les vicariats de Chiusdino et Monticiano à l'archidiocèse de Sienne. Le 23 septembre 1989 l'évêque Vasco Giuseppe Bertelli accueille le pape Jean-Paul II en visite pastorale dans le diocèse.

## Sources
- http://www.catholic-hierarchy.org